# Bertrand St-Arnaud
Pour les articles homonymes, voir St-Arnaud.
Bertrand St-Arnaud, né le 13 septembre 1958 à Montréal, est un avocat, juge et homme politique québécois.
Il est député à l'Assemblée nationale du Québec de la circonscription de Chambly de décembre 2008 à avril 2014. Il est ministre de la Justice du Québec du 19 septembre 2012 au 23 avril 2014.
Le 13 avril 2016, le gouvernement du Québec le nomme juge à la Cour du Québec, chambre criminelle et pénale.

## Biographie
Né le 13 septembre 1958 à Montréal, Bertrand St-Arnaud est le fils de Gabriel St-Arnaud, gérant de crédit, et de Monique Lachapelle, enseignante.

### Formation académique
Bertrand St-Arnaud fait ses études secondaires et collégiales au Collège de Montréal et au Collège André-Grasset. Il est détenteur d'une licence en droit de l'Université de Montréal (1980) et d'une maîtrise en science politique de l'Université Laval (1985). Il étudie également au Collége universitaire d'études fédéralistes d'Aoste (Italie) en 1980 et à l'université de Lund (Suède) en 1982. Il est aussi diplômé en piano de l'école de musique Vincent-d'Indy de Montréal.
Durant ses études universitaires, il est secrétaire-général de l'Association des étudiants en droit (AED) de l'Université de Montréal (1978-1979) et co-coordonnateur du Mouvement étudiant pour le Oui (MEOUI) sur le campus de l'Université de Montréal (1979-1980) en vue du référendum du 20 mai 1980. Il est également boursier de la Fondation Jean-Charles Bonenfant et stagiaire parlementaire à l'Assemblée nationale du Québec (1980-1981).

### Carrière professionnelle
En 1982-1983, Bertrand St-Arnaud effectue son stage préparatoire à son admission au Barreau du Québec au Centre communautaire juridique de Montréal. Il devient membre du Barreau du Québec le 25 mai 1983.
En 1983-1984, il est agent de recherche en droit puis conseiller en droit et en procédure parlementaire à l'Assemblée nationale du Québec.
En 1985-1987, il est d'abord attaché politique au cabinet de Pierre Marc Johnson, alors premier ministre du Québec, puis son secrétaire particulier et agent de liaison en tant que chef de l'opposition.
De 1987 à 2000, il est avocat en pratique privée, spécialisé en droit criminel et pénal. Au fil des ans, il représente plus de 3 000 personnes tant devant les cours municipales, la Cour du Québec, la Cour supérieure du Québec que la Cour d'appel du Québec.
De 2000 à 2003, il revient en politique québécoise à titre de directeur de cabinet de Louise Beaudoin, ministre d'État aux Relations internationales.
En 2004, il travaille un an à Paris au sein de l'Organisation internationale de la francophonie à titre de chargé de mission principal et responsable de projets. À ce titre, il est notamment membre de la mission de bons offices de la francophonie en Haïti.
En 2005, il revient à la pratique du droit criminel et pénal. Il agit aussi à titre d'observateur international lors du premier tour des élections présidentielles en République centrafricaine (mars 2005) et lors des élections législatives en Albanie (juillet 2005). Il est également co-conseil dans un procès au Tribunal pénal international pour le Rwanda (TPIR), situé à Arusha en Tanzanie.

### Carrière politique
Élu député de Chambly à l'Assemblée nationale du Québec en décembre 2008 sous les couleurs du Parti québécois, Bertrand St-Arnaud est porte-parole de l'opposition officielle en matière de sécurité publique de 2009 à 2012. Il est également leader parlementaire adjoint de l'opposition officielle de 2010 à 2012.
Il est réélu lors des élections de 2012 où son parti forme un gouvernement minoritaire avec Pauline Marois à sa tête, première femme au poste de première ministre du Québec. Le 19 septembre 2012, il est nommé ministre de la Justice du Québec. Il occupe ce poste jusqu'au 23 avril 2014. Parmi les réalisations effectuées durant son mandat, on peut notamment mentionner l'augmentation historique des seuils d'admissibilité à l'aide juridique, l'adoption du nouveau code de procédure civile, la création du Bureau des présidents de conseils de discipline, la diffusion de la première campagne médiatique de lutte contre l'homophobie et l'amélioration de certaines dispositions législatives et indemnités relatives aux victimes d'actes criminels. Il recommande également au conseil des ministres la nomination de 58 juges, dont 45 à la Cour du Québec.
De septembre 2012 à avril 2014, il est également président du Comité de législation du gouvernement du Québec et leader parlementaire adjoint du gouvernement.
Lors de l'élection générale du 7 avril 2014, il est défait par 408 voix par le candidat de la Coalition avenir Québec, Jean-François Roberge.

### Juge à la Cour du Québec
Le 13 avril 2016, le gouvernement du Québec le nomme juge à la Cour du Québec, en poste à la Chambre criminelle et pénale de Salaberry-de-Valleyfield.

## Résultats électoraux
|                                                                                               | Nom                          | Parti            | Nombre de voix | %      | Maj. |
| --------------------------------------------------------------------------------------------- | ---------------------------- | ---------------- | -------------- | ------ | ---- |
|                                                                                               | Jean-François Roberge        | Coalition avenir | 12 130         | 34,2 % | 408  |
|                                                                                               | Bertrand St-Arnaud (sortant) | Parti québécois  | 11 722         | 33,1 % | -    |
|                                                                                               | Magdala Ferdinand            | Libéral          | 7 869          | 22,2 % | -    |
|                                                                                               | Francis Vigeant              | Québec solidaire | 2 618          | 7,4 %  | -    |
|                                                                                               | Mary Harper                  | Vert             | 392            | 1,1 %  | -    |
|                                                                                               | Vincent Dessureault          | Parti nul        | 353            | 1 %    | -    |
|                                                                                               | Martin Laramée               | Option nationale | 200            | 0,6 %  | -    |
|                                                                                               | Michael Maher                | Conservateur     | 140            | 0,4 %  | -    |
| Total                                                                                         | Total                        | Total            | 35 424         | 100 %  |      |
| Le taux de participation lors de l'élection était de 76,6 % et 483 bulletins ont été rejetés. |                              |                  |                |        |      |

|                                                                                               | Nom                          | Parti            | Nombre de voix | %      | Maj.  |
| --------------------------------------------------------------------------------------------- | ---------------------------- | ---------------- | -------------- | ------ | ----- |
|                                                                                               | Bertrand St-Arnaud (sortant) | Parti québécois  | 15 104         | 40,1 % | 2 247 |
|                                                                                               | Martin Trudeau               | Coalition avenir | 12 857         | 34,2 % | -     |
|                                                                                               | Julie Tremblay               | Libéral          | 6 203          | 16,5 % | -     |
|                                                                                               | Anne Poussard                | Québec solidaire | 1 878          | 5 %    | -     |
|                                                                                               | Martin Laramée               | Option nationale | 765            | 2 %    | -     |
|                                                                                               | Nicholas Lescarbeau          | Vert             | 633            | 1,7 %  | -     |
|                                                                                               | Daniel Nicol                 | Conservateur     | 199            | 0,5 %  | -     |
| Total                                                                                         | Total                        | Total            | 37 639         | 100 %  |       |
| Le taux de participation lors de l'élection était de 83,5 % et 400 bulletins ont été rejetés. |                              |                  |                |        |       |

|                                                                                               | Nom                       | Parti                        | Nombre de voix | %      | Maj.  |
| --------------------------------------------------------------------------------------------- | ------------------------- | ---------------------------- | -------------- | ------ | ----- |
|                                                                                               | Bertrand St-Arnaud        | Parti québécois              | 16 049         | 40 %   | 1 564 |
|                                                                                               | Stéphanie Doyon           | Libéral                      | 14 485         | 36,1 % | -     |
|                                                                                               | Richard Merlini (sortant) | Action démocratique          | 6 455          | 16,1 % | -     |
|                                                                                               | Nicholas Lescarbeau       | Vert                         | 1 200          | 3 %    | -     |
|                                                                                               | Jocelyn Roy               | Québec solidaire             | 1 167          | 2,9 %  | -     |
|                                                                                               | Ghislain Lebel            | Parti indépendantiste (2008) | 758            | 1,9 %  | -     |
| Total                                                                                         | Total                     | Total                        | 40 114         | 100 %  |       |
| Le taux de participation lors de l'élection était de 66,6 % et 684 bulletins ont été rejetés. |                           |                              |                |        |       |

|                                                                                               | Nom                | Parti               | Nombre de voix | %      | Maj.  |
| --------------------------------------------------------------------------------------------- | ------------------ | ------------------- | -------------- | ------ | ----- |
|                                                                                               | Richard Merlini    | Action démocratique | 18 154         | 38,9 % | 4 704 |
|                                                                                               | Bertrand St-Arnaud | Parti québécois     | 13 450         | 28,8 % | -     |
|                                                                                               | Marc Tanguay       | Libéral             | 11 240         | 24,1 % | -     |
|                                                                                               | Marie-Mars Adam    | Vert                | 2 265          | 4,9 %  | -     |
|                                                                                               | Alain Dubois       | Québec solidaire    | 1 527          | 3,3 %  | -     |
| Total                                                                                         | Total              | Total               | 46 636         | 100 %  |       |
| Le taux de participation lors de l'élection était de 79,6 % et 382 bulletins ont été rejetés. |                    |                     |                |        |       |

## Prix et distinctions
En 2007, Bertrand St-Arnaud reçoit le prix Robert Sacchitelle, décerné annuellement par l'Association des avocats de la défense de Montréal à un avocat qui s'est particulièrement illustré dans un dossier.
En 2012, il est récipiendaire de la médaille de Verneuil-sur-Avre (France), ville où est né l'ancêtre Paul Bertrand dit Saint-Arnaud.
En 2015, il est décoré de l'ordre de la Pléiade (grade de chevalier) pour sa contribution aux idéaux de coopération et d'amitié de l'Assemblée parlementaire de la francophonie.

## Divers
Entre 1992 et 1994, Bertrand St-Arnaud est gagnant à trois reprises au jeu-questionnaire "Tous pour un" (Radio-Canada) sur les sujets suivants : "Maurice Duplessis", "John F. Kennedy" et "Les Jeux olympiques de Montréal".